# Unión Deportiva Los Llanos de Aridane
La Unión Deportiva Los Llanos de Aridane es un club español de la ciudad de Los Llanos de Aridane (Santa Cruz de Tenerife). Actualmente juega en la Preferente de Tenerife Grupo I y es considerado como el heredero de la histórica Unión Deportiva Aridane. Sus partidos como local los juega en el Estadio Municipal Aceró, que cuenta con una capacidad para 3.000 espectadores.

## Historia
La Unión Deportiva Los Llanos fue fundado en 1996 por la unión de varios equipos del municipio, C. D. Argual, S. D. Velia y U. D. Aridane. Consiguió su primer ascenso de Primera Ragional a Preferente en su segunda temporada de historia, y continuo jugando en esta categoría Preferente hasta que en la temporada 07/08, consiguió el ascenso a Tercera División ocupando el lugar del C. D. Raqui San Isidro que descendió a preferente por impagos, después de haber logrado una meritoria 3.ª plaza sumando la friolera de 80 puntos, y así todo no consiguiendo el ascenso por méritos propios.
En la Tercera División permaneciería durante dos campañas consecutivas. En su primer año en la categoría quedó en la sexta posición, una gran temporada para un equipo debutante. Al año siguiente ya con un equipo de menos presupuesto la Unión Deportiva Los Llanos descendió a preferente al quedar en la vigésima posición.

## Rivalidades
Mantiene una fortísima rivalidad con la U. D. Tazacorte (antiguo Victoria de Tazacorte), donde motivos políticos ( Tazacorte consiguió la independencia de Los Llanos de Aridane en 1925) Inundan el partido de sentimientos más allá del fútbol. También tiene una rivalidad con el Atco. Paso.

## Estadio
La U. D. Los Llanos juega sus partidos como local en el Estadio Municipal de Aceró. Dicho estadio cuenta con capacidad para 3.000 espectadores.

## Uniforme
- Local Camiste naranja, pantalón azul y medias naranjas.
- Alternativo Camiseta verde, pantalón verde y medias naranjas.

## Temporadas U.D. Los Llanos
| Temporada      | División     | Posición    | Copa del Rey |
| U.D Aridane    | U.D Aridane  | U.D Aridane | U.D Aridane  |
| -------------- | ------------ | ----------- | ------------ |
| 1978-79        | 2.ª Regional | 2.º         |              |
| 1979-80        | 2.ª Regional | 1.º         |              |
| 1980/81        | 1.ª Regional | 4.º         |              |
| 1981/82        | Preferente   | 12.º        |              |
| 1982/83        | 1.ª Regional |             |              |
| 1983/84        | 1.ª Regional | 7.º         |              |
| 1984/85        | 1.ª Regional | 5.º         |              |
| 1985/86        | 1.ª Regional | 3.º         |              |
| 1986/87        | Preferente   | 2.º         |              |
| 1987/88        | 3ªDivisión   | 16.º        |              |
| 1988/89        | 3ªDivisión   | 9.º         |              |
| 1989/90        | 3ªDivisión   | 10.º        |              |
| 1990/91        | 3ªDivisión   | 8.º         |              |
| 1991/92        | 3ªDivisión   | 13.º        |              |
| 1992/93        | 3ªDivisión   | 18.º        |              |
| 1993/94        | Preferente   | 7.º         |              |
| 1994/95        | Preferente   | 13.º        |              |
| 1995/96        | Preferente   | 17.º        |              |
| U.D Los Llanos |              |             |              |
| 1996/97        | 1.ª Regional | 7.º         |              |
| 1997/98        | 1.ª Regional | 1º          |              |
| 1998/99        | Preferente   | 6.º         |              |
| 1999/00        | Preferente   | 7.º         |              |
| 2000/01        | Preferente   | 5º          |              |
| 2001/02        | Preferente   | 11.º        |              |
| 2002/03        | Preferente   | 4.º         |              |
| 2003/04        | Preferente   | 3.º         |              |
| 2004/05        | Preferente   | 15º         |              |
| 2005/06        | Preferente   | 9º          |              |
| 2006/07        | Preferente   | 12.º        |              |
| 2007/08        | Preferente   | 3.º         |              |
| 2008/09        | 3.ª División | 6.º         |              |
| 2009/10        | 3.ª División | 20.º        |              |

| Temporada | División     | Posición | Copa del Rey |
| --------- | ------------ | -------- | ------------ |
| 2010/11   | Preferente   | 15.º     |              |
| 2011/12   | Preferente   | 9.º      |              |
| 2012/13   | Preferente   | 9.º      |              |
| 2013/14   | Preferente   | 2.º      |              |
| 2014/15   | Preferente   | 2º       |              |
| 2015/16   | Preferente   | 5.º      |              |
| 2016/17   | Preferente   | 3.º      |              |
| 2017/18   | 3.ª División | 20.º     |              |
| 2018/19   | Preferente   | 1.º      |              |
| 2019/20   | Preferente   | 1.º      |              |
| 2020/21   | Preferente   | 3.º      |              |
| 2021/22   | Preferente   | 3.º      |              |
| 2022/23   | Preferente   | 8.º      |              |
| 2023/24   | Preferente   | 1°       |              |
| 2024/25   | 3.ª División |          |              |

### Datos del club
- Temporadas en 3ªDivisión: 9
- Temporadas en Preferente: 28
- Temporadas en 1ªRegional: 7
- Temporadas en 2ªRegional: 2